# Sandra Cinto
 Sandra Regina Cinto (* 1968 in Santo André, São Paulo) ist eine brasilianische Bildhauerin, Malerin, Zeichnerin und Installationskünstlerin.

## Leben und Werk
Cinto schloss 1990 ihre künstlerische Ausbildung an den Faculdades Integradas Teresa D’Ávila (Fatea) in Santo André ab. Danach arbeitete sie im Laboratorium für Studium und Gestaltung der Pinacoteca do Estado de São Paulo und im Museu de Arte Contemporânea da Universidade de São Paulo. 1998 nahm sie an der 24. Biennale von São Paulo teil. Sie erhielt 2000 ein Stipendium der Cité Internationale des Arts, Paris und 2005 ein Stipendium der Civitella Ranieri Foundation. 2002 kreierte sie die Trophäe für den Prêmio Multicultural Estadão (Multikulturpreis der Grupo Estado in São Paulo). Zu ihren vielen öffentlichen Projekten und Aufträgen gehörte 2012: One Day, After the Rain im Auftrag von The Phillips Collection in Washington, DC; 2012 bis 2014: Begegnung der Gewässer im Olympic Park Pavillon des Seattle Art Museum; 2013: „Das Haus der Brunnen“ (A Casa das Fontes), eine Installation für die Casa do Sertanista in São Paulo; 2012 Public Sculptures im städtischen ökologischen Park Estoril-Virgilio Simionatto in São Bernardo do Campo, Brasilien; und 2011 Japonismo im Schwimmbad in Santo André, Brasilien. Bereits seit 1990 wurden ihre  Arbeiten in Museen und Institutionen auf der ganzen Welt ausgestellt, darunter wichtige Einzelausstellungen 2014 im CAAM Centro Atlántico de Arte Moderno in Madrid und im Oscar-Niemeyer-Museum in Curitiba Brasilien; 2007 im MACUF Museum für zeitgenössische Kunst Union Fenosa in La Coruña, Spanien; 2003: Wandprojekt im Museu de Arte Moderna de São Paulo (MAM/SP) und Museu de Arte da Pampulha, Belo Horizonte.

## Einzelausstellungen (Auswahl)
- 1998: Sandra Cinto, Casa Triângulo, São Paulo, Brasilien
- 2005: Sandra Cinto, Centre de Création Bazouges la Perouse, Frankreich
- 2006: Construção, Casa Triângulo, São Paulo, Brasilien
- 2010: Imitação da Água, curated by Jacopo Crivelli Visconti, Instituto Tomie Ohtake, São Paulo, Brasilien
- 2013: Pausa, Casa Triângulo, São Paulo, Brazil, Piece of Silence, Tanya Bonakdar Gallery, New York City, USA
- 2014: Fundación Luis Seoane, La Coruña, Spanien
- 2016: Sandra Cinto: Chance and Necessity, curated by Noel Smith, West Gallery, USF Contemporary Art Museum, Tampa, Florida, USA